# Campeonato salvadoreño 1976-77
El Campeonato salvadoreño 1976-77 fue la vigésima sexta edición de la Primera División de El Salvador. El campeón fue el Águila, consiguiendo su octavo título.

## Formato de competición

### Fase regular
Los doce clubes disputan el campeonato bajo un sistema de todos contra todos, a tres vueltas. La ubicación en la tablas, está sujeta a las siguientes condiciones:
- Por juego ganado se obtendrán dos puntos.
- Por juego empatado se obtendrá un punto.
- Por juego perdido no se otorgan puntos.

El orden de los clubes al final de la fase corresponderá a la suma de los puntos obtenidos por cada uno de ellos.
El descenso a Segunda División corresponde al equipo que acumule la menor cantidad de puntos, y que por ende finalice en el último lugar de la clasificación. Si al finalizar las 33 jornadas, dos o más clubes estuviesen empatados en puntos, su posición en la tabla será determinada atendiendo a los siguientes criterios de desempate:
1. Mejor diferencia entre los goles anotados y recibidos.
2. Mayor número de goles anotados.

### Fase final
Consiste en una eliminación directa a dos partidos entre los cuatro clubes mejor clasificados del torneo regular de la forma:
- Primer lugar vs. Segundo Lugar.
- Tercer lugar vs. Cuarto lugar.

Clasifican los ganadores de cada serie a la final, que se realiza a dos partidos en campo neutral - siendo el Estadio Cuscatlán -. Las semifinales y final se definen por el resultado global y en caso de empate global, se jugará un tercer partido y si persiste el resultado, se definirá por tiros desde el punto penal.

## Ascensos y descensos
| Ascendido de la Segunda División 1975-76 |
| ---------------------------------------- |
| Fuerte Aguilares Once Municipal          |

| Descendido en el Campeonato salvadoreño 1975-76 |
| ----------------------------------------------- |
| Municipal Limeño                                |

## Equipos participantes
| Club               | Ciudad       | Departamento |
| ------------------ | ------------ | ------------ |
| Águila             | San Miguel   | San Miguel   |
| Alianza            | San Salvador | San Salvador |
| ANTEL              | San Salvador | San Salvador |
| Atlético Marte     | San Salvador | San Salvador |
| FAS                | Santa Ana    | Santa Ana    |
| Fuerte Aguilares   | Aguilares    | San Salvador |
| Juventud Olímpica  | Acajutla     | Sonsonate    |
| Luis Ángel Firpo   | Usulután     | Usulután     |
| Once Municipal     | Ahuachapán   | Ahuachapán   |
| Platense Municipal | Zacatecoluca | La Paz       |
| Sonsonate          | Sonsonate    | Sonsonate    |
| Universidad        | San Salvador | San Salvador |

## Fase regular
| Pos. | Equipo             | Pts. | PJ | G  | E  | P  | GF | GC | Dif. | Clasificación         |
| ---- | ------------------ | ---- | -- | -- | -- | -- | -- | -- | ---- | --------------------- |
| 1    | Águila             | 47   | 32 | 20 | 7  | 5  | 71 | 36 | +35  | Semifinales           |
| 2    | FAS                | 40   | 33 | 15 | 10 | 8  | 54 | 38 | +16  | Semifinales           |
| 3    | Once Municipal     | 38   | 33 | 15 | 8  | 10 | 45 | 41 | +4   | Semifinales           |
| 4    | Platense Municipal | 37   | 32 | 15 | 6  | 11 | 46 | 47 | −1   | Semifinales           |
| 5    | Atlético Marte     | 36   | 33 | 14 | 8  | 11 | 48 | 40 | +8   |                       |
| 6    | Luis Ángel Firpo   | 35   | 32 | 12 | 11 | 9  | 39 | 34 | +5   |                       |
| 7    | Sonsonate          | 34   | 33 | 13 | 8  | 12 | 48 | 46 | +2   |                       |
| 8    | ANTEL              | 31   | 33 | 11 | 9  | 13 | 57 | 51 | +6   | Retiro                |
| 9    | Alianza            | 28   | 33 | 12 | 4  | 17 | 47 | 59 | −12  |                       |
| 10   | Juventud Olímpica  | 25   | 32 | 8  | 9  | 15 | 49 | 62 | −13  |                       |
| 11   | Universidad        | 20   | 32 | 7  | 6  | 19 | 43 | 65 | −22  |                       |
| 12   | Fuerte Aguilares   | 20   | 32 | 7  | 6  | 19 | 38 | 66 | −28  | Descenso de categoría |

 Fuente: RSSSF

## Fase final
|  | Semifinales        | Semifinales        | Semifinales    | Semifinales | Semifinales |   |        | Final  | Final | Final | Final | Final |
|  |                    |                    |                |             |             |   |        |        |       |       |       |       |
|  | Águila             | Águila             | 1              | 2           | 3           |   |        |        |       |       |       |       |
|  | FAS                | FAS                | 0              | 2           | 2           |   |        |        |       |       |       |       |
|  |                    |                    |                |             |             |   | Águila | Águila | 1     | 1     | 2     |       |
|  |                    | Once Municipal     | Once Municipal | 1           | 0           | 1 |        |        |       |       |       |       |
|  | Platense Municipal | Platense Municipal | 2              | 0           | 2           |   |        |        |       |       |       |       |
|  | Once Municipal     | Once Municipal     | 2              | 1           | 3           |   |        |        |       |       |       |       |

### Final
| 6 de febrero de 1977 | Once Municipal | 1:1 | Águila      | Estadio Cuscatlán, San Salvador |  |
|                      | Espinoza ?'    |     | González ?' |                                 |  |

| 9 de febrero de 1977 | Águila     | 1:0 (1:0) | Once Municipal | Estadio Cuscatlán, San Salvador |  |
|                      | Zapata 12' |           |                |                                 |  |

| Campeón          |
| Águila 8° Título |